# Sebastià Bennasar i Llobera
Sebastià Bennasar i Llobera (Palma, 27 d'abril de 1976) és periodista, escriptor, traductor i crític literari mallorquí. Ha treballat onze anys com a periodista a les redaccions del Diario Baleares i de Diari de Balears, on ocupà el càrrec de cap de Cultura. Fou crític literari del suplement «L'Espira» des de 1999 fins a la seva desaparició el 2013 i de la pàgina web Llegir en Cas d'Incendi. Ha fundat les revistes literàries Bearn i Bearn Black. Ha col·laborat ocasionalment amb altres mitjans de comunicació de les Illes Balears, Catalunya i el País Valencià i des de gener del 2017 és col·laborador de Vilaweb. Ha estudiat Humanitats a la Universitat Pompeu Fabra de Barcelona (2009) i és màster en Història del Món (2011) per la mateixa universitat.
Entre el 2009 i el 2013 va residir a la ciutat de Lisboa, on va contribuir a la creació del Casal Català de Lisboa i de l'associació Catalunyapresenta. Fou membre fundador de la revista Capicua, dedicada a la traducció de literatura catalana al portuguès i a la inversa.
Ha impartit conferències, seminaris i cursos d'estiu sobre novel·la negra o cultura i llengua catalana des del 2009 en diferents universitats com la Universidade Nova de Lisboa, la Universidade de Lisboa, la Universidade de Aveiro, l'Université d'Aix en Provence, la Universitat de Barcelona, la Universitat Pompeu Fabra, la Universitat de les Illes Balears o la Universidad de Salamanca.
Col·labora amb diferents editorials fent informes de lectura i traduccions del portuguès al català i al castellà, i del català al castellà i a la inversa i redacció de llibres per encàrrec i va dirigir les col·leccions de novel·la negra «Lo Marraco Negre», de Pagès Editors, i «Marrajo», de l'editorial Milenio des del 2018 fins al 2021
Ha impulsat nombrosos projectes culturals, congressos i festivals literaris, sobretot dedicats a novel·la negra, com Lloseta Negra, que va dirigir durant quatre anys; Tiana Negra, festival dedicat a la novel·la negra en català, i Gràcia Llegeix. Col·labora activament amb Viladelllibre.cat en el disseny de programes de les diferents Viles del Llibre i és professor associat de la Universitat de Vic on impoarteix classes d'escriptura acadèmica i comunicació. També és el director literari d'Edicions Xandri. El 2024 va guanyar ex-aequo el premi Aurora Díaz Plaja de difusió de la literatura infantil i juvenil per una sèrie d'articles publicats a Vilaweb.

## Obres publicades
Ha publicat una cinquantena d'obres, entre poesia, relat, novel·la i assaig:

### Poesia
- Passaport de sang (Centre Cultural Capaltard, 1998)
- Breu blues de València (El Gall Editor, 2007)
- La batalla de les Ardenes (Ajuntament d'Alberic, 2022). (Premi Francesc Badenes Dalmau de Poesia 2021)

### Narrativa curta i novel·la
- A la sabana no hi ha temps per a la compassió (Inrevés, 2002) Relats breus.
- El dia de l'alliberament (Documenta, 2006) Relats breus.
- Els blaus de l'horitzó (El Gall Editor, 2006) Novel·la. Premi Pollença de novel·la
- L'estret de Torres (Hiperdimensional, 2006) Relats. Premi l'Hiperbòlic.
- Connie Island (Viena Editors, 2007) Novel·la curta. Premi 25 d'abril Vila de Benissa.
- Nocturn de Sant Felip Neri (Editorial Meteora, 2013). Novel·la.
- Badia de Mindelo (Pagès Editors, 2014). Novel·la breu. Premi Joaquim Ruyra, premis Recull de Blanes, 2013.
- Cants de sirena negra (Saldonar, 2015). Novel·la d'aventures.
- Un oceà de memòria (El Gall, 2016). Novel·la. Va obtenir un ajut a la creació de la Institució de les Lletres Catalanes.
- Hotel Metropole (Columna, 2018). Columna. Novel·la.
- Macondo Beach (Cossetània, 2019). Conjunt de 14 relats. Premi de narrativa maritima Vila de Cambrils.
- Terra Aspriva (Meteora, 2019). Novel·la curta, guanyadora del premi Celler de Lletres 2018.
- Rates de biblioteca (Lletra impresa 2021). Conjunt de relats breus.

### Novel·la negra
- El botxí de la ciutat de Mallorca (Lleonard Muntaner, 2000)
- Cartes que no lliguen (Hiperdimensional, 2005)
- Jo no t'espere (El Gall Editor, 2008)
- Mateu el president (Cossetània, 2009)
- La mar no sempre tapa (Editorial Moll, 2011) Premi Vila de Lloseta.
- El país dels crepuscles (Editorial Al Revés, col·lecció Crims.cat. 2013). Hi ha traducció al castellà: El país de los crepúsculos (Alrevés, 2016) També Hi ha una edició mexicana: El sendero de los crepúsculos (Ediciones B, 2017)
- Les mans del drac (Editorial Llibres del Delicte, 2014)
- On mai no creix l'herba (Alrevés / Crims.cat, 2015)
- L'imperi dels lleons (Alrevés / Crims.cat, 2017). Hi ha traducció al castellà: El imperio de los leones (Alrevés, 2017). Hi ha traducció a l'italià L'impero dei leoni a càrrec de Bibiliotheka Edizioni. Premi Valencia Negra a la millor novel·la negra en català, 2017.
- L'any que vaig assassinar Rita Barberà. Adia Edicions 2019.
- Un altre dia antic. Pagès Editors. 2019.
- El rei de la Cerdanya. Capital Books. 2020.
- El somriure dels guepards. (Alrevés/Crims.cat, 2022)
- Quinqui connection (Llibres del delicte, 2023)
- L'amant secreta. Pagès editors. 2023. Obra guanyadora del premi Portal Bové de Montblanc.
- Mar negra. Edicions Xandri, 2025.

### Assaig i no ficció
- Llum Barrera: De camí al gran escenari del món (Govern Balear, 2009)
- Paquita Tomàs: El món des dels fogons (Govern Balear, 2009)
- Simó Andreu: L'amo de la pantalla gran (Govern Balear, 2009)
- Rafel Nadal: Essència de campió (Govern Balear, 2010)
- Pot semblar un accident: La novel·la negra i la transformació social dels Països Catalans, 1999-2010 (Editorial Meteora, 2011), llibre que analitza la novel·la negra en català en la dècada descrita i a la vegada el canvi dels territoris de parla catalana en el mateix període.
- 501 crims que has de conèixer abans de morir (Editorial Ara Llibres, 2011), un recorregut per 501 casos reals de crims arreu dels Països Catalans, des de l'any 413 fins a l'actualitat.
- La primavera dels indignats (Editorial Meteora, 2011), una crònica, la primera en català, sobre el moviment dels indignats, enfocat principalment des de la perspectiva catalana.
- Retrats: Emili Teixidor (Associació d'Escriptors en Llengua Catalana, 2013), petita biografia sobre l'escriptor Emili Teixidor.
- Per una república lectora (Vilaweb, juliol 2016), un pamflet en defensa de la lectura i la democratització de la cultura.
- Manuel de Pedrolo, manual de supervivència (Meteora, 2018). Un assaig per entrar en l'univers de Manuel de Pedrolo.
- Miquel Montoro, el símbol d'una revolució vital? (Pagès Editors, 2020). Hi ha traducció al castellà a l'editorial Milenio.
- Embat, el vent de la cultura, 45 anys d'una llibreria mítica de Palma. Imagine Books, 2020.
- Cazando búfalos con Bolaño. Manual de supervivencia para escritores. (Calambur, 2020)
- Coi de criatures. 50 coses que has de saber per fer de pare. (Rosa dels Vents, 2022)
- Las huellas de Lucy. (Salvat, 2023)
- Un país lector. (Xandri, 2023)

### Infantil i juvenil
- Petita història del tren de Sóller, (Mediterrània, 2013). Hi ha traducció a l'alemany, anglès i francès.
- La revolta dels mitjons (Estrella Polar, 2019)
- El cuineret de Bendinat (Publicacions de l'Abadia de Montserrat, 2023)

### Llibres en col·laboració
- Rere les passes del rei en Jaume (Promomallorca, 2008), obra en fascicles repartida amb el Diari de Balears i amb el diari Última Hora que recorria al llarg de 240 pàgines els espais on va viure el rei Jaume I, amb fotografies de Carles Domènec.
- La reina de diamants, amb Marc Moreno, Llort i Salvador Macip (Llibres del Delicte, 2014). Hi ha traducció castellana. La reina de diamantes. 2019.
- Els estranys, amb Carles Domènec (Els Llibres de Bearn, 2014)

## Exposicions
El 2014 fou comissari de l'exposició «Una guerra de trinxeres», del Servei de Biblioteques de la Diputació de Barcelona, que mostra la relació del cinema i la literatura amb la primera guerra mundial.

## Premis literaris[calcitació]
Entre els premis literaris obtinguts, destaquen:
- Premi Pollença de novel·la 2005 per Els blaus de l'horitzó[7]
- Premi L'Hiperbòlic 2005 per L'estret de Torres
- Premi 25 d'abril Vila de Benissa 2007 per Connie Island
- Premi Vila de Lloseta 2011 per La mar no sempre tapa
- Premi Joaquim Ruyra, premis Recull de Blanes 2013 per Badia de Mindelo[8]
- Premi València Negra 2017 a la millor novel·la negra en català, per L'imperi dels lleons[9]
- Premi Celler de LLetres 2018, per Terra Aspriva. Un western.
- Premi de Narrativa Marítima Vila de Cambrils 2018 per Macondo Beach
- Premi de Poesia Francesc Badenes Dalmau de l'Ajuntament d'Alberic 2021 pel poemari La batalla de les Ardenes
- Premi de novel·la Portal Bové de Montblanc, 2022, per L'amant secreta[10]
- Premi de poesia de Gironella, 2024 per Des de la foscúria.